# Eje Occidental

La C-12 o Eje Occidental, también conocida como Eje del Ebro, es una carretera que va de Amposta hasta Lérida. Forma parte del eje Occidental dividido en los tramos entre Amposta-Lérida y Lérida-Áger.
La C-12 comienza al sur de Amposta desde la N-340 sigue hacia Tortosa por el centro, Xerta, el pas de l'Ase, Mora la Nueva, Ascó, Flix, Mayals, enlaza con la AP-2 y la LL-12, entra en Lérida y sale por la avenida Prat de la Riba por la margen derecha del Segre dirección Balaguer por Corbíns y Menarguens, entra a Balaguer y sale dirección Ager pasando por las Avellanas, después sube por el puerto de Ager, atraviesa Ager y continua hasta enlazar con la C-13.